# Keren Cytter

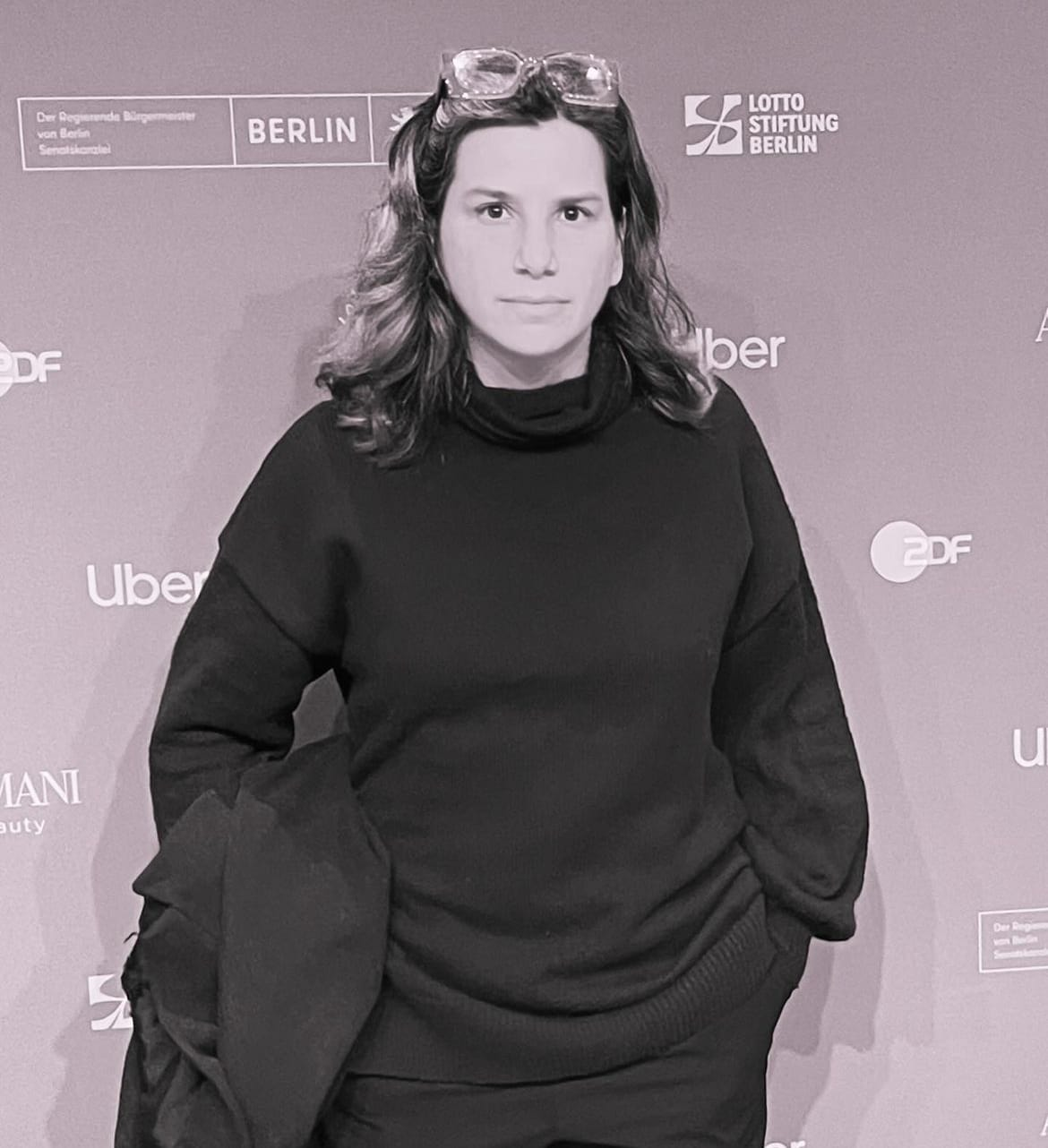
Keren Cytter (2024)

Keren Cytter (* 22. August 1977 in Tel Aviv) ist eine israelische Künstlerin.

## Leben
Keren Cytter studierte Bildende Kunst am Avni Institute for Art in Tel Aviv. Keren Cytter studierte Bildende Kunst am Avni Institute for Art in Tel Aviv und erhielt ein Stipendium für die Kunsthochschule De Ateliers in Amsterdam. Ab 2005 lebte sie in Berlin, bis sie 2012 nach New York City umsiedelte.
Bekannt wurde sie durch ihre experimentellen Videoarbeiten, in denen sie sich mit der Frage auseinandersetzt, welchen Einfluss die Medienkultur auf zwischenmenschliche Beziehungen ausübt. In ihren Videos vereint sie verschiedene Erzählstränge, Zeitebenen und Rollenzuweisungen. Cytter bezieht sich auf experimentelles und klassisches Kino, auf Literatur, Theater und YouTube-Fragmente und verbindet Elemente dokumentarischer und fiktionaler Herkunft.
Ihre Arbeiten wurden in Einzelausstellungen im Frankfurter Kunstverein und der Kunsthalle Zürich (2005), Kunst-Werke Berlin (2006), MUMOK in Wien (2007), (ehem.) Witte de With in Rotterdam (2008), Le Plateau in Paris (2009), Kunsthaus Baselland in Muttenz und Moderna Museet in Stockholm (2010), David Roberts Art Fundation London, Kunstverein München und Stedelijk Museum Amsterdam (2011) gezeigt. Außerdem nahm sie an unzähligen Gruppenausstellungen teil, darunter an der Biennale d’art contemporain de Lyon (2007), Manifests 7 Trentino (2008), New Museum of Contemporary Art New York City und Biennale di Venezia (2009), Gwangju Biennale (2010) und Solomon R. Guggenheim Museum New York City (2011).
2009 gründete Cytter die Tanz-Performance-Theater Company D.I.E Now und ging mit den selbst verfassten und choreografierten Produktionen History in the Making und The True Story of John Webber and His Endless Struggle with the Table of Content auf internationale Tournee. Die Stücke wurden unter anderem in der Tate Modern London, The Kitchen New York, dem Tramway Glasgow, dem Van Abbemuseum Eindhoven und dem Hebbel am Ufer Berlin gezeigt.
2010 gründete sie gemeinsam mit den Kuratorinnen Maaike Gouwenberg und Kathy Noble die Stiftung A.P.E. (Art Projects Era), unter deren Namen sie ihre Theaterstücke Show Real Drama und Anke is Gone/I Eat Pickels at Your Funeral inszenierte, die seitdem als Gastproduktionen nach Berlin, London, New York City, Kanada und Asien eingeladen wurden.
Cytter ist Autorin der Romane The Man who Climbed Up the Stairs of Life and Found Out They Were Cinema Seats (2006), The Seven Most Exciting Hours of Mr. Trier's Life in Twenty-Four Chapters  und The Amazing True Story of Moshe Klinberg (2009). 2010 wurden Auszüge ihres Tagebuchs unter dem Titel White Diaries veröffentlicht.
Für ihre Arbeit erhielt sie 2006 den Baloise Kunst-Preis im Rahmen der Art Basel, den ars-viva-Preis 2008 und den ersten Absolut Vodka Art Award, der 2009 in Stockholm verliehen wurde. Des Weiteren wurde sie 2009 für den Preis der Nationalgalerie für junge Kunst Berlin und den Future Generation Art Prize nominiert.
Im Wintersemester 2014/2015 wurde sie als Professorin für Freie Kunst an der Kunstakademie Düsseldorf berufen. Ihr Film The Wrong Movie hatte seine Uraufführung im Rahmen der 74. Internationalen Filmfestspiele Berlin in der Sektion Forum.

## Filmografie
- 2000: The Mysterious Series
- 2000: Brush
- 2001: The friends series
- 2002: War and Peace
- 2002: Documenta Y
- 2002: Videodance
- 2002: Disilluissioned love
- 2002: Experimental film
- 2002: French Film
- 2003: Family
- 2003: Disilluissioned love 2
- 2003: MFPig
- 2003: Nothing
- 2004: Date series
- 2005: Time
- 2005: Continuity
- 2005: Dreamtalk
- 2005: Atmosphere
- 2006: Repulsion
- 2006: The Victim
- 2007: Nightmare
- 2007: Something happened
- 2007: New Age
- 2008: Der Spiegel
- 2008: Les Ruissellements du diable
- 2008: In Search for Brothers/A voice from the past
- 2009: Four Seasons
- 2009: Peacocks
- 2009: Untitled
- 2009: Cross.Flowers.Rolex
- 2010: The coat
- 2010: The hottest day of the year
- 2010: Konstruktion
- 2011: Avalanche
- 2011: Video Art Manual
- 2011: Open House 3D
- 2024: The Wrong Movie